# Psyllocamptus triarticulatus
Psyllocamptus triarticulatus är en kräftdjursart som beskrevs av Lang 1965. Psyllocamptus triarticulatus ingår i släktet Psyllocamptus och familjen Ameiridae. Inga underarter finns listade i Catalogue of Life.